# USS Powhatan

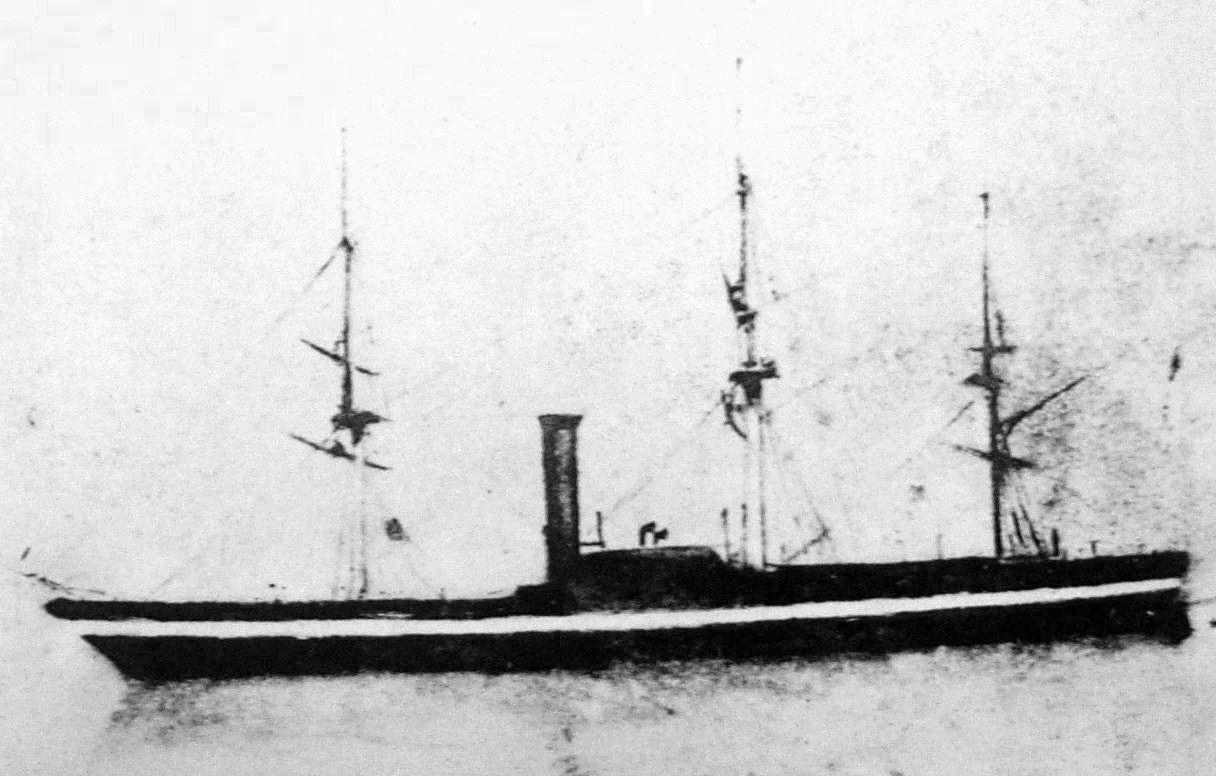
USS Powhatan

Le premier USS Powhatan (inauguré en 1850, fin de service en 1886) était une frégate à vapeur de la United States Navy propulsée par deux roues à aubes, qui fut utilisée entre autres contre la piraterie en mer de Chine et durant la guerre de Sécession. Ce fut l'un des plus grands, et l'un des derniers  vaisseaux de guerre à aubes américains.
Son nom est celui d'un cacique amérindien de Virginie orientale, Powhatan, père de Pocahontas.